# Cars : Quatre Roues (jeu vidéo)
 (juin 2020).
Si vous disposez d'ouvrages ou d'articles de référence ou si vous connaissez des sites web de qualité traitant du thème abordé ici, merci de compléter l'article en donnant les références utiles à sa vérifiabilité et en les liant à la section « Notes et références ».
Pour les articles homonymes, voir Cars.
Cars : Quatre Roues est un jeu vidéo de course édité par THQ, sorti en juin 2006 sur GameCube, PlayStation 2, PlayStation Portable, Nintendo DS, Game Boy Advance, Windows et Xbox. Les versions Xbox 360 et Wii sortent elles vers la fin de cette même année. Les versions sur consoles de salon (à part la version Wii) ont toutes été développées par Rainbow Studios, la version PlayStation Portable par Locomotive Games, les versions Nintendo DS et Game Boy Advance par Helixe et la version Wii par Incinerator Studios. La version console a été portée sur PC par Beenox.
Le jeu est basé sur l'univers du film du même nom, sorti la même année. L'histoire se passe ici après les événements du film, Flash McQueen habitant désormais à Radiator Springs et commençant une nouvelle saison de la Piston Cup.
Il a pour suite Cars : La Coupe internationale de Martin.

## Trame

### Univers
Le jeu prend place dans un monde peuplé de voitures anthropomorphes. L'histoire se déroule principalement à Radiator Springs, une petite ville américaine où passe la route 66.
L'histoire se déroule un an après les événements du film, au début d'une nouvelle saison de la Piston Cup.

### Personnages
Le jeu compte un total de treize personnages jouables : Flash McQueen, Martin, Sally, Doc, Ramone, Flo, Shérif, Chick Hicks, Wingo, Darrell Cartrip, Le King, Flash en monster truck et Comte Spatula.
Flash est le seul personnage jouable dans le mode histoire, à l'exception de certaines épreuves où Martin, Sally, Shérif ou Luigi le remplacent.

### Histoire
Le jeu est une suite directe du film et place Flash McQueen au début d'une nouvelle saison de la Piston Cup. Vivant désormais à Radiator Springs, il sera aidé par ses amis pour améliorer ses compétences (dérapage, entraînement militaire, marche arrière) et découvrira de nouveaux visages.

## Système de jeu

### Généralités
Cars : Quatre Roues est un jeu de course typé arcade.

### Modes de jeu
Cars : Quatre Roues propose trois modes de jeu, eux-mêmes découpés en trois types d'épreuves : courses sur route, courses de la Piston Cup et mini-jeux.
Dans le mode histoire, le joueur contrôle Flash et peut se déplacer librement dans la ville et le désert. La carte est ici découpée en trois zones distinctes, Radiator Springs, Ornament Valley et le Col de Tailfin (les deux dernières n'étant pas accessible dès le début).

## Développement

### Équipe de développement
Rainbow Studios :
- Producteur exécutif : Ken George
- Concepteur principal : Jordan Itkowitz
- Programmeur principal : Jeff Ehrman
- Artiste principal : Shaun Bell
- Producteur supérieur : Mark Mahler
- Programmeur d'outils principal : Matt Keele
- Scénario : Jordan Itkowitz[1]

### Bande sonore
La musique du jeu est composée par Bruno Coon.

## Accueil
Logan de Jeuxvideo.com a noté le jeu 12/20. Il salue « la jouabilité globalement satisfaisante » et « les musiques s'accordant parfaitement avec l'univers du jeu ».